# Odaiba

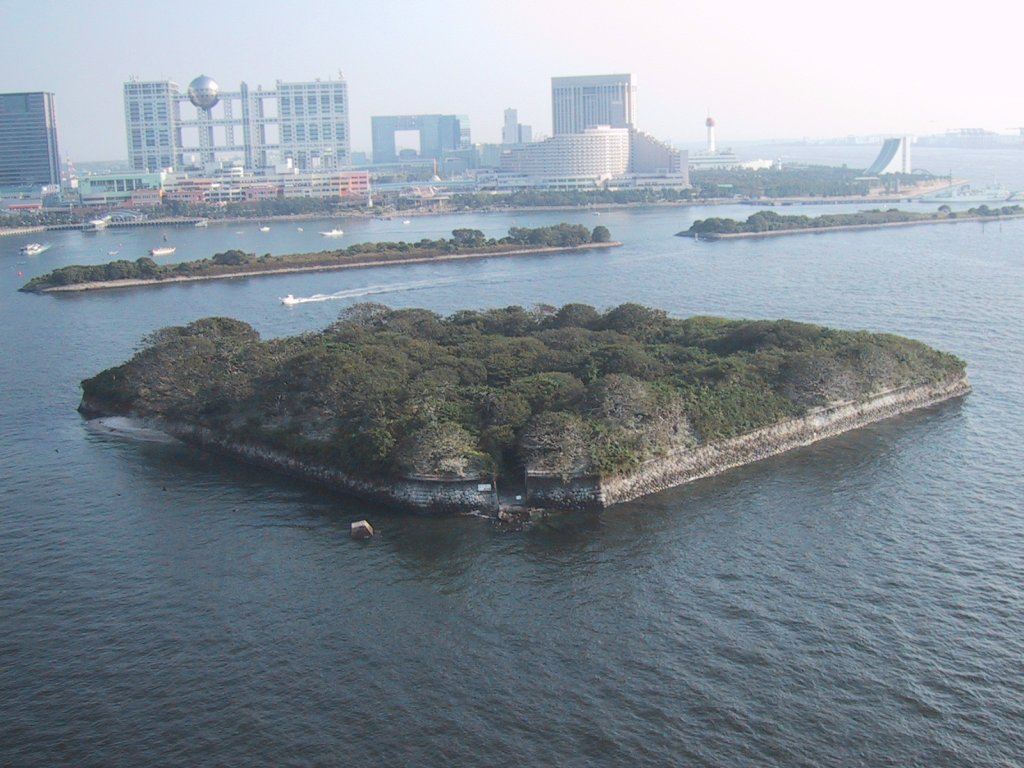
Dai-Roku Daiba (第六台場) neboli „Baterie č. 6“, jeden z původních umělých ostrůvků z období Edo, při pohledu z Duhového mostu. Odaiba je v pozadí.

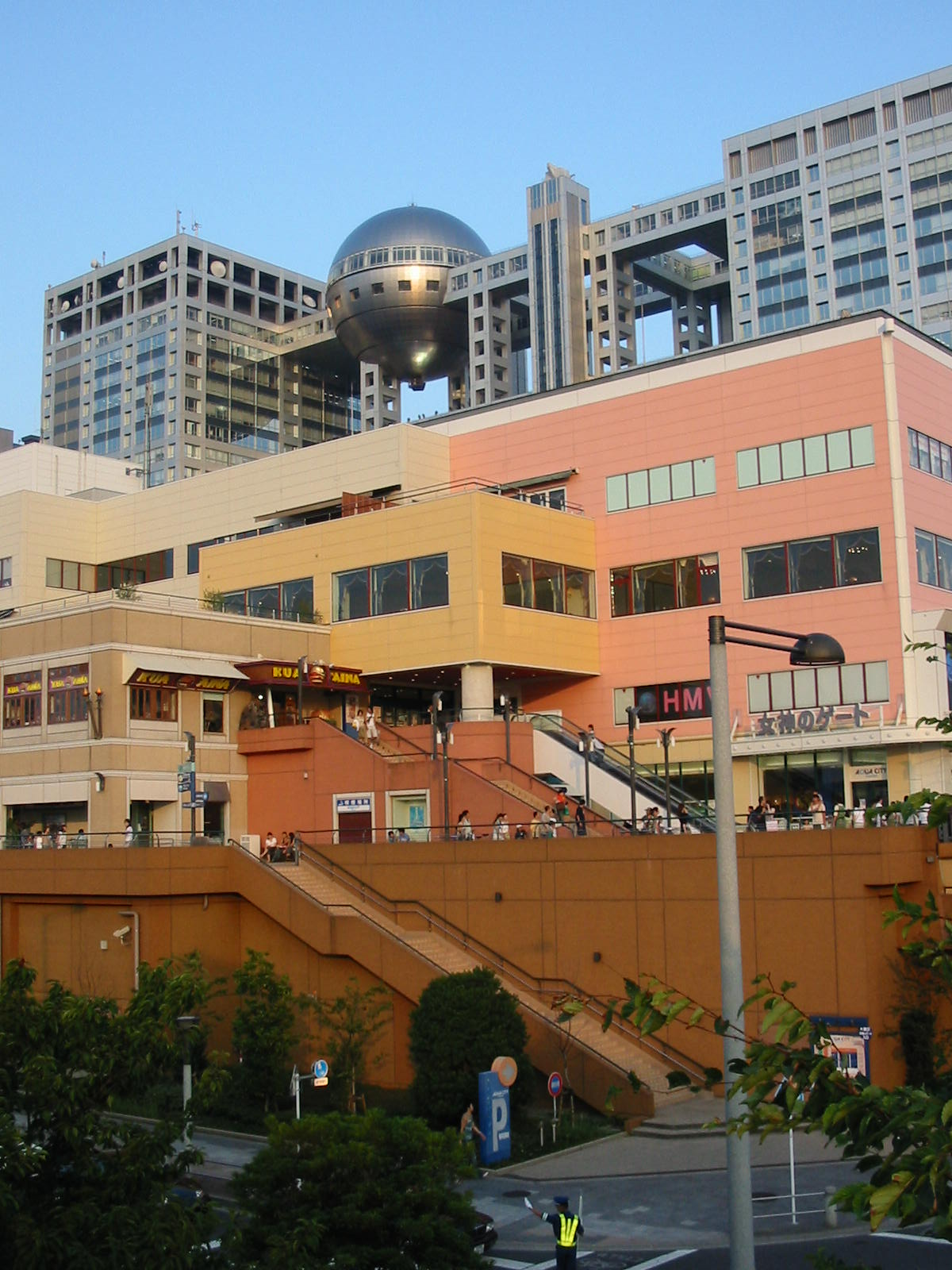
Aqua City a Fuji TV

Odaiba (japonsky: お台場) je velký umělý ostrov v Tokijském zálivu v Japonsku. Administrativně je součástí městských čtvrtí Minato, Kótó a Šinagawa.

## Historie
Odaiba byla původně postavena v roce 1853 šógunátem Tokugawa jako série 6 pevností, které měly chránit Tokio před útokem z moře. Výraz Daiba v japonštině odkazuje na dělostřelecké baterie umístěné na ostrovech.
V roce 1928 byla Dai-San Daiba (第三台場) neboli Baterie č. 3 upravena a otevřena veřejnosti jako Metropolitní park Daiba.
Moderní rozvoj Odaiby nastal až po úspěchu výstavy Expo '85 v Cukubě. Japonská ekonomika byla na vzestupu a Odaiba se měla s pomocí investice 10 mld. dolarů stát vzorem futuristického životního stylu. T3, jak byla přezdívána, byla naplánována jako soběstačné město pro více než 100 000 obyvatel. Ale v roce 1991 splaskla „bublinová ekonomika“ a do roku 1995 se z Odaiby stala prakticky pustina s nedostatkem obyvatel a se spoustou volných pozemků.
V roce 1996 byla Odaiba přeměněna z čistě obchodní na komerční a zábavní oblast. To ji přivedlo zpět k životu a Tokio objevilo pláže, které nikdy nemělo. Byly zde otevřeny nové hotely a obchodní centra, několik velkých firem (např. Fuji TV) sem přeložilo svá ústředí a dopravní spojení se zlepšilo.

## Atrakce
Dnes je Odaiba populárním nákupním a zábavním místem jak pro obyvatele Tokia tak pro turisty. Mezi zdejší hlavní atrakce patří:
- Televizní studia Fuji TV v pozoruhodné budově navržené Kenzóem Tangem
- Duhový most spojující Odaibu s centrem Tokia
- Obchodní centrum Decks Tokyo Beach se Sega Joypolis a Malým Hongkongem
- Obchodní centrum Aqua City
- Benátkami inspirované obchodní centrum Venus Fort
- Zepp Tokyo, jeden z největších tokijských nočních klubů
- Daikanranša, jedno z největších obřích kol na světě
- Lázně s horkými prameny Oedo-Onsen-Monogatari
- Tokijské mezinárodní výstavní centrum Tokyo Big Sight
- Jedna ze dvou pláží v Tokiu (plavání se nedoporučuje)
- Miraikan, Národní muzeum vědy a inovací